# Campeonato Mundial de Lucha de 1904
El I Campeonato Mundial de Lucha se celebró en Viena (Austria) el 23 de mayo de 1904 bajo la organización de la Federación Internacional de Luchas Asociadas (FILA) y la Federación Austríaca de Lucha. Solamente se compitió en las categorías del estilo grecorromano.

## Medallistas

### Lucha grecorromana
| Evento | Oro                        | Plata                   | Bronce                   |
| ------ | -------------------------- | ----------------------- | ------------------------ |
| 75 kg  | Severin Ahlqvist Dinamarca | Hans Schneider Alemania | Andreas Wolf Austria     |
| +75 kg | Rudolf Arnold Austria      | Anton Schmitz Austria   | Heinrich Wolfram Austria |

## Medallero
| Núm. | País      | Oro | Plata | Bronce | Total |
| ---- | --------- | --- | ----- | ------ | ----- |
| 1    | Austria   | 1   | 1     | 2      | 4     |
| 2    | Dinamarca | 1   | 0     | 0      | 1     |
| 3    | Alemania  | 0   | 1     | 0      | 1     |
|      | TOTAL     | 2   | 2     | 2      | 6     |